# Bayencourt
Bayencourt là một xã ở tỉnh Somme trong vùng Hauts-de-France.

## Địa lý
Thị trấn này tọa lạc trên giao lộ của D23 và đường D129, khoảng nửa đường giữa Arras và Amiens.

## Dân số
| 1962                                                           | 1968 | 1975 | 1982 | 1990 | 1999 |
| -------------------------------------------------------------- | ---- | ---- | ---- | ---- | ---- |
| 67                                                             | 76   | 70   | 72   | 64   | 73   |
| Số liệu điều tra dân số từ năm 1962, dân số không tính hai lần |      |      |      |      |      |